# Jenova Chen
Chen Xinghan (陳星漢T, 陈星汉S, Chén XīnghànP), anche noto con il nome inglese Jenova Chen (Shanghai, 8 ottobre 1981) è un informatico cinese.
È il cofondatore di thatgamecompany, assieme a Kellee Santiago, con la quale hanno creato dei videogiochi premiati: Cloud, Flow, Flower e in particolar modo Journey e successivamente Sky: Figli della Luce, con i quali hanno avuto maggior successo e vinto diversi premi e riconoscimenti importanti.
Chen ha una laurea dall'Interactive Media Division dell'University of Southern California; ha lavorato alla Maxis, per Will Wright, sul gioco Spore. 
Attualmente è direttore creativo di thatgamecompany.